# Лук краснеющий
Лук краснеющий (лат. Allium erubescens) — многолетнее травянистое растение, вид рода Лук (Allium) семейства Луковые (Alliaceae).

## Распространение и экология
В природе ареал вида охватывает Крым, Кавказ и северные районы Ирана.
Произрастает на лугах и между кустарниками.

## Ботаническое описание
Луковица яйцевидная, диаметром 0,5—1,5 мм; наружные оболочки бурые или серо-бурые, кожистые, раскалывающиеся, в верхней части расщеплённые на волокна; оболочки замещающей луковицы пурпурно-коричневые. Луковички немногочисленные, мелкие, бурые, почти гладкие. Стебель высотой 20—40 см, на треть или на половину одетый гладкими влагалищами листьев.
Листья в числе трёх—четырёх, шириной 2—5 мм, не дудчатые, линейные, желобчатые, гладкие или по краю шероховатые, значительно короче стебля.
Чехол равен зонтику, быстро опадающий. Зонтик коробочконосный, шаровидный или реже полушаровидный, густой, обычно многоцветконый. Цветоножки при основании с прицветниками, неравные, наружные в полтора раза длиннее околоцветника, реже короче его, внутренние до трёх раз длиннее околоцветника. Листочки колокольчатого околоцветника розовые, с пурпурной жилкой, острые, шероховатые, килеватые, по килю зазубренные, иногда на верхушке слегка отогнутые, длиной 5—7 мм, наружные ланцетные, иногда немного длиннее внутренних продолговатых. Нити тычинок на четверть или в половину короче листочков околоцветника, при основании между собой и с околоцветником сросшиеся, при основании ресничатые, наружные треугольно-шиловидные, внутренние трёхраздельные. Столбик не выдается из околоцветника.
Створки коробочки широко-овальные, длиной около 5 мм.

## Таксономия
Вид Лук краснеющий входит в род Лук (Allium) семейства Луковые (Alliaceae) порядка Спаржецветные (Asparagales).
|  |                                      |  |                                                             |                                                             |                   |  | ещё 24 семейства (согласно Системе APG II) | ещё 24 семейства (согласно Системе APG II) |                     |  |  |  | ещё более 870 видов |
|  |                                      |  |                                                             |                                                             |                   |  | ещё 24 семейства (согласно Системе APG II) | ещё 24 семейства (согласно Системе APG II) |                     |  |  |  | ещё более 870 видов |
|  |                                      |  |                                                             | порядок Спаржецветные                                       |                   |  |                                            |                                            | род Лук             |  |  |  |                     |
|  |                                      |  |                                                             | порядок Спаржецветные                                       |                   |  |                                            |                                            | род Лук             |  |  |  |                     |
|  | отдел Цветковые, или Покрытосеменные |  |                                                             |                                                             | семейство Луковые |  |                                            |                                            | вид Лук краснеющий  |  |  |  |                     |
|  | отдел Цветковые, или Покрытосеменные |  |                                                             |                                                             | семейство Луковые |  |                                            |                                            |                     |  |  |  |                     |
|  |                                      |  | ещё 44 порядка цветковых растений (согласно Системе APG II) | ещё 44 порядка цветковых растений (согласно Системе APG II) |                   |  |                                            | ещё около 300 родов                        | ещё около 300 родов |  |  |  |                     |
|  |                                      |  |                                                             | ещё 44 порядка цветковых растений (согласно Системе APG II) |                   |  |                                            |                                            | ещё около 300 родов |  |  |  |                     |